# Gnetum oblongum
Gnetum oblongum är en kärlväxtart som beskrevs av Markgr. Gnetum oblongum ingår i släktet Gnetum och familjen Gnetaceae. Inga underarter finns listade i Catalogue of Life.